# Para hacer historietas
Para hacer historietas es un libro dedicado a la enseñanza de la historieta, con especial referencia a su lenguaje, que fuera publicado por Juan Acevedo en 1978 (Retablo de Papel Ediciones, Lima).

## Características
El libro distribuye sus poco más de 200 páginas en 5 capítulos: Qué es la historieta, Los personajes (con indicaciones de cómo se construyen gráficamente); La viñeta y la secuencia; El montaje, y La historieta popular, además de un epílogo y una bibliografía.
El libro ha sido editado algunas veces en Perú; cinco en España (siendo la última de 1992, con ISBN 8485016351); tres en Alemania, dos en Brasil.